# Liste der Monuments historiques in Coulommiers
Die Liste der Monuments historiques in Coulommiers führt die Monuments historiques in der französischen Gemeinde Coulommiers auf.

## Liste der Bauwerke
| Bezeichnung                                       | Beschreibung | Standort                     | Kennzeichnung | Schutzstatus | Datum | Bild           |
| ------------------------------------------------- | ------------ | ---------------------------- | ------------- | ------------ | ----- | -------------- |
| Théâtre municipal                                 |              | Place de la Mairie (Lage)    | PA00133013    | Inscrit      | 1994  | weitere Bilder |
| Ehemaliges Gefängnis                              |              | impasse Venet-Rotival (Lage) | PA77000002    | Inscrit      | 1996  | weitere Bilder |
| Ehemalige Templerkommende mit Kapelle Sainte-Anne |              | (Lage)                       | PA00086906    | Classé       | 1994  | weitere Bilder |
| Ancien couvent des Capucins                       |              | (Lage)                       | PA00086905    | Classé       | 1930  | weitere Bilder |

## Liste der Objekte

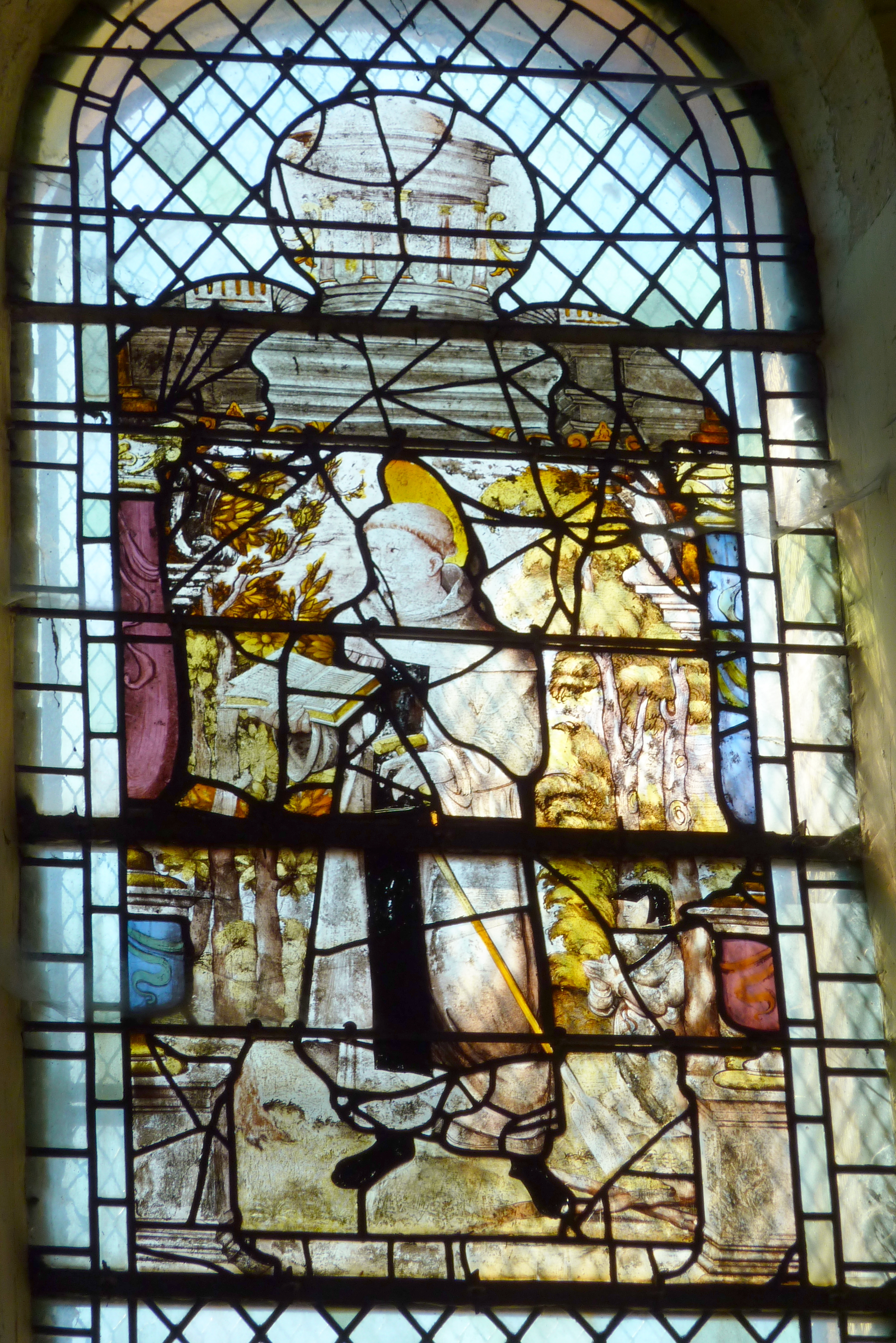
Bleiglasfenster aus dem 16. Jahrhundert in der Kirche St-Denis-Ste-Foy

- Monuments historiques (Objekte) in Coulommiers in der Base Palissy des französischen Kultusministeriums